# Helena Miquel
Helena Miquel (Barcelona, 2 de mayo de 1972) es cantante, actriz y periodista española.

## Biografía
Trabajó como periodista en Catalunya Ràdio, vocalista de los grupos Élena y Facto Delafé y las Flores Azules, actualmente Delafé y Las Flores Azules. Como actriz destaca por su papel en la película No habrá paz para los malvados dirigida por Enrique Urbizu y ganadora del Goya a la mejor película en 2011. Y en 2023 por su papel en la película “Cerrar los ojos” de Víctor Erice, presentada en el Festival de Cannes de 2023. En 2017 publicó un disco en solitario, con composiciones propias, titulado "El sol en la sombra" (La Cúpula Music 2017).

## Grupos musicales
| Año               | Grupo                            | Rol        |
| ----------------- | -------------------------------- | ---------- |
| 2004 - 2008       | Facto Delafé y las Flores Azules | voz        |
| 2008 - actualidad | Delafé y las Flores Azules       | voz        |
| 1999 - 2016       | Élena                            | voz        |
| 2017 - actualidad | Helena Miquel                    | cantautora |

## Filmografía
En cine participa por un lado como cantante, en la banda sonora de la película Yo soy la Juani de Bigas Luna.
En 2010 el director Rodrigo Rodero le ofrece un papel en la película El idioma imposible.
Su papel más conocido es en la película No habrá paz para los malvados, dirigida por Enrique Urbizu, en la que interpreta a la "juez Chacón".
Participa en 2013 en el rodaje del cortometraje Mal de Sangre dirigido por Pedro Díaz, con el que recibe el Premio del Jurado a la Mejor Actriz en el Festival de Cans (Galicia) 2013. Y en 2023 aparece como actriz en la película Cerrar los ojos de Víctor Erice.
| Año  | Película                                                   | Personaje              | Director                            |
| ---- | ---------------------------------------------------------- | ---------------------- | ----------------------------------- |
| 2023 | Cerrar los ojos (largometraje)                             | Marta Soriano          | Víctor Erice                        |
| 2018 | Sal y diviértete (largometraje)                            | Nora                   | Luis Aller                          |
| 2018 | Frágil (largometraje)                                      | M                      | Fernando Baños                      |
| 2017 | Sempiterno (cortometraje)                                  | Elena                  | Íñigo Floristán                     |
| 2017 | El aleteo del colibrí (cortometraje)                       | Sara                   | Meritxell A. Valls                  |
| 2015 | Mistetas, The Movie (cortometraje) (Sketch, falso tráiler) |                        | Colectivo "Todo Sea Eso" y Loulogio |
| 2014 | Asuntos domésticos (cortometraje)                          | Ágata                  | Alexia Muiños                       |
| 2013 | Mal de sangre (cortometraje)                               | Dra. Etxeberria        | Pedro Díaz                          |
| 2012 | La fábula del dibujante (cortometraje)                     | Violeta                | Paloma Zapata                       |
| 2012 | El crimen desorganizado (cortometraje)                     | Sra. Mari Carmen Gómez | Stephan Hofmann                     |
| 2011 | No habrá paz para los malvados (largometraje)              | Juez Chacón            | Enrique Urbizu                      |
| 2010 | El idioma imposible (largometraje)                         | Victoria               | Rodrigo Rodero                      |

## Teatro
| Año  | Título   | Personaje | Director       |
| ---- | -------- | --------- | -------------- |
| 2014 | Coaching | Marta     | Àngel Amazares |

## TV
| Año                     | Título                  | Personaje |
| ----------------------- | ----------------------- | --------- |
| 2015–2016 (Temporada 7) | "La Riera" Serie de TV3 | Tània     |